# Budki Nieznanowskie
Budki Nieznanowskie – dawna wieś na Ukrainie na obszarze dzisiejszego rejonu kamioneckiego w obwodzie lwowskim. Leżała między Nieznanowem a Tartakiem.
W II Rzeczypospolitej do 1934 roku wieś stanowiła samodzielną gminę jednostkową w powiecie kamioneckim w woj. tarnopolskim. W związku z reformą scaleniową została 1 sierpnia 1934 roku włączona do nowo utworzonej wiejskiej gminy zbiorowej Nieznanów w tymże powiecie i województwie. 
W czasie II wojny światowej Budki Nieznanowskie były częścią ośrodka polskiej samoobrony, tzw. "trójkąta", który został całkowicie zniszczony w kwietniu-maju 1944 roku przez współpracujące ze sobą jednostki niemieckie i UPA. Według Henryka Komańskiego i Szczepana Siekierki w kwietniu 1944 nacjonaliści ukraińscy z OUN-UPA zamordowali tutaj 21 Polaków.
Po wojnie wieś weszła w struktury administracyjne Związku Radzieckiego.
Urodził się tu Bolesław Kłaczyński (ur. 13 sierpnia 1895 r., zm. wiosną 1940 w Katyniu) – podporucznik piechoty Wojska Polskiego, kawaler Orderu Virtuti Militari, ofiara zbrodni katyńskiej.